# Mendelssohn (cratère)
Pour les articles homonymes, voir Mendelssohn.
Mendelssohn est un cratère d'impact présent sur la surface de Mercure. 
Le cratère fut ainsi nommé par l'Union astronomique internationale en 2012 en hommage au compositeur allemand Félix Mendelssohn. 
Son diamètre est de 291 km. Il se situe dans le quadrangle de Borealis (quadrangle H-1) de Mercure.